# Mockup
En mockup (eller: mock-up) er en model af et færdigt produkt til brug ved produktudvikling, design, undervisning, præsentation, designevaluering, promovering og lignende. 
En mockup er ikke nødvendigvis funktionsdygtig, men har den tilstrækkelig funktionalitet i forhold til slutproduktet, taler man også om en prototype. Formålet med en mockup er at kunne vurdere udformningen af det påtænkte produkt uden et for stort ressourceforbrug, således at uhensigtsmæssigheder kan tilrettes på et tidligt tidspunkt, så antallet af fejl ved slutproduktet nedbringes.
Visse leksika fremfører, at en mockup er i fuld størrelse; men i praksis bruges ordet også om modeller i andet målestoksforhold. En mockup af en bygning vil nok i almindelighed være en model i lette materialer i lille størrelse. 
Ordet mockup kommer fra engelsk, men har formentlig rødder i nedertysk: måk-op ("Mach-auf") svarende til tysk Aufmachung, præsentation, opsætning.